# Pátá planeta smrti 1: Ráj pirátů
Pátá planeta smrti 1: Ráj pirátů (rusky Мир Смерти против флибустьеров: Флибустьерский рай) je vědeckofantastický román ruského autora Anta Skalandise (pseudonym Antona Viktoroviče Molčanova) a amerického spisovatele Harryho Harrisona vydaný ruským nakladatelstvím Eksmo-Press v roce 1998.
Je to šestý díl knižní série Planety smrti, původně trilogie Harryho Harrisona z 60. let 20. století, přičemž v ruském originále vyšel dohromady v jedné knize spolu se sedmým dílem Мир Смерти против флибустьеров: Ад для флибустьеров (česky zvlášť jako Pátá planeta smrti 2: Peklo pirátů).
První české vydání realizovalo ostravské nakladatelství Fantom Print v roce 2005 (ISBN 80-86354-47-4).

## Námět
Pyrrany vysiluje neustálý boj s faunou a flórou na své smrtící planetě a tak svůj zrak upírají k jiným planetám v Galaxii. Jason dinAlt se rozhodne nalézt vesmírné piráty s jejich vůdcem Henrym Morganem, kteří mají vlastní chráněnou planetu. Morganovci vyloupili kasino na Cassylii a nechají se Jasonem vylákat na Pyrrus.

## Česká vydání
- Pátá planeta smrti 1: Ráj pirátů, Fantom Print, Ostrava, 2005, 1. vydání, překlad Zdeněk Zachodil, brožovaná vazba, 224 stran, ISBN 80-86354-47-4